# Richard Vašečka
Richard Vašečka (* 3. listopadu 1973 Bratislava) je slovenský politik, učitel teologie a spisovatel, od roku 2012 poslanec NR SR.

## Život a kariéra
V mládí absolvoval studium na Gymnáziu Jura Hronca. V letech 1992 až 1997 studoval na Prešovské univerzitě v Prešově, když vystudoval její Řeckokatolickou teologickou fakultu (obor všeobecná katolická teologie a učitelství náboženství a etické výchovy). V letech 1998 až 2013 působil jako učitel katolického náboženství na Gymnáziu sv. Františka z Assisi.
Je ženatý, má čtyři děti a žije ve Svederníku. Má také čtyři mladší sestry.

## Politické působení
V parlamentních volbách na Slovensku v roce 2012 byl zvolen poslancem Národní rady SR, když kandidoval na kandidátní listině hnutí OĽaNO. V roce 2014 se stal předsedou poslaneckého klubu tohoto hnutí, přičemž působil jako člen výboru pro obranu a bezpečnost a člen kontrolní komise vojenského zpravodajství. Mandát poslance obhájil v parlamentních volbách v roce 2016, když získal 25 297 preferenčních hlasů. Stal se předsedou Osobitého kontrolního výboru na kontrolu činnosti Vojenského zpravodajství a členem výboru NR SR pro obranu a bezpečnost. V letech 2016 a 2017 byl poté opětovně zvolen předsedou poslaneckého klubu hnutí.
V listopadu 2017 se Vašečka stal stínovým ministrem obrany vůči vládě Roberta Fica. V únoru 2018 z OĽaNO vystoupil a vstoupil do KDH, kde se chtěl ucházet o místo předsedy strany. Ve volbě sice získal 101 hlasů, ale se ziskem 233 hlasů jej porazil Alojz Hlina. Vašečka ze strany vystoupil v únoru 2019 a místo toho se spolu s Annou Záborskou a Branislavem Škripkem stal členem Křesťanskej únie. V parlamentních volbách na Slovensku v roce 2020 byl opět zvolen poslancem NR SR, když získal celkem 28 tisíc preferenčních hlasů na kandidátní listině OĽaNO, které kandidovalo s dalšími politickými stranami včetně Kresťanskej únie. Po volbách se stal předsedou výboru NR SR pro vzdělávání, vědu, mládež a sport a stal se také místopředsedou poslaneckého klubu OĽaNO. V roce 2023 v rámci svého působení ve funkci předsedy tohoto výboru například navrhl zákon, podle kterého by školy musely předem informovat rodiče o plánu vzdělávat žáka v oblasti sexuální výchovy, a který by rodičům žáka umožňoval jeho účast na hodině odmítnout (zákon ale přijat nebyl).
V parlamentních volbách v roce 2023 kandidoval na 13. místě kandidátní listiny koalice OĽaNO, KÚ a Za ľudí. Získal 10 112 preferenčních hlasů a obhájil tak mandát poslance NR SR.